# Legacy8080
Legacy8080とは、2014年に技術少年出版がAltair 8800を基に開発、販売する2016年現在において最新式の個人向け8ビットパソコンである。

## 概要
2014年に技術少年出版から発売された。CP/M互換OSを搭載している。スイッチやLEDは特注品で当時は無かったUSBやMIDIを標準装備している。
Windows用のターミナルプログラムが用意され、USB経由でLegacyに入ることができる。専用のBASICが標準で付属する。
ウォールナット材をケースに採用したエレガントモデルもある。